# Aroeiras
Aroeiras is een gemeente in de Braziliaanse deelstaat Paraíba. De gemeente telt 19.725 inwoners (schatting 2009).
De gemeente grenst aan Fagundes, Itatuba, Natuba, Umbuzeiro en Gado Bravo.